# Échevin (Belgique)
Pour les articles homonymes, voir Échevin (homonymie).
Un échevin (en néerlandais : schepen, en allemand : Schöffe) est un élu adjoint au bourgmestre en Belgique.
La tutelle des communes belges étant transférée constitutionnellement aux régions, les lois et règles qui les concernent peuvent varier en fonction de la région. En Région wallonne, les règles liées à la gestion des communes sont fixées dans le Code de la démocratie locale et de la décentralisation.
Les tâches des échevins varient en fonction des communes. Une commune aura par exemple un échevin des travaux publics, un échevin de l'enseignement, etc.
En Région wallonne, ils sont élus par le conseil communal en son sein (sauf si tous les conseillers des groupes politiques liés par le pacte de majorité sont du même sexe. C'est la seule exception). Leur nombre varie en fonction de la population de la commune (entre 2 et 10).
- 2 échevins dans les communes de moins de 1 000 habitants
- 3 échevins dans les communes de 1 000 à 4 999 habitants
- 4 échevins dans les communes de 5 000 à 9 999 habitants
- 5 échevins dans les communes de 10 000 à 19 999 habitants
- 6 échevins dans les communes de 20 000 à 29 999 habitants
- 7 échevins dans les communes de 30 000 à 49 999 habitants
- 8 échevins dans les communes de 50 000 à 99 999 habitants
- 9 échevins dans les communes de 100 000 à 199 999 habitants
- 10 échevins dans les communes de 200 000 habitants et plus

Le conseil communal peut réduire de une unité le nombre d'échevins. Depuis le 1er octobre 2012, le nombre d'échevins est obligatoirement réduit d'une unité dans les communes d'au moins 20000 habitants.
Depuis 2006, les citoyens de l'Union européenne (en plus des Belges) peuvent devenir échevins en Belgique. Le président du Centre public d'action sociale (CPAS) siège au sein du Collège communal et peut éventuellement remplir des fonctions d'échevin.
Le Bourgmestre et les échevins forment ce que l'on appelle le Collège des bourgmestre et échevins (Collège communal en Région wallonne).